# 욕지초등학교
욕지초등학교(欲知初等學校)는 대한민국 경상남도 통영시 욕지면 동항리에 있는 공립 초등학교이다.

## 학교 연혁
- 1924년 5월 13일 원량공립보통학교(4년제 4학급) 개교(설립인가 4월 23일)
- 1927년 3월 31일 6년제 개편
- 1938년 4월 1일 원량공립심상소학교로 개칭
- 1941년 4월 1일 원량공립국민학교로 개칭
- 1996년 3월 1일 원량초등학교 개칭
- 1996년 4월 25일 갈도분교장 폐교
- 1998년 9월 1일 양유분교장 폐교
- 1999년 3월 1일 두미분교장 폐교
- 2002년 3월 1일 우도분교장 폐교
- 2005년 3월 1일 도덕분교장 폐교
- 2008년 3월 1일 옥동분교장 폐교
- 2012년 3월 1일 노대분교장 폐교
- 2013년 2월 5일 천연잔디 운동장 준공
- 2013년 12월 13일 원량 역사관 개관
- 2014년 3월 1일 두남분교장 폐교
- 2019년 2월 8일 제94회 졸업장 수여식(7명, 졸업생 누계 7,429명)
- 2020년 2월 12일 제95회 졸업장 수여식(11명, 졸업생 누계 7,440명)
- 2020년 3월 1일 제33대 송삼영 교장 부임
- 2022년 11월 17일 해가온 도서관 개관
- 2024년 9월 1일 욕지초등학교 개칭

## 참고 자료
- 욕지초등학교 - 한국교육학술정보원 학교알리미